# Michel Lesbre
Pour les articles homonymes, voir Lesbre.
Michel Lesbre est un chimiste français né à Lyon le 3 juin 1908 et mort à Toulouse le 10 mai 1999. Il a été professeur de chimie organique à l'Université Toulouse-III-Paul-Sabatier, et fondateur du Laboratoire Hétérochimie fondamentale et appliquée de l'Institut de chimie de Toulouse.

## Biographie
Ingénieur chimiste de formation, docteur en sciences en 1931, il est titulaire de la chaire de chimie organique de l'Université de Toulouse en 1959. Ses recherches concernent principalement la chimie du Germanium et de ses dérivés.
Il a participé notamment à la démonstration de la toxicité du Stalinon.
Michel Lesbre est le fondateur du Laboratoire Hétérochimie fondamentale et appliquée de l'Institut de chimie de Toulouse.
Il était membre de l'Académie des sciences, inscriptions et belles-lettres de Toulouse et de la Société chimique de France.

## Œuvres et publications
- The organic compounds of germanium, John Wiley & Sons Ltd (New York), 1971.